# صدای قلب تو (مجموعه تلویزیونی)
صدای قلب تو (انگلیسی: The Sound Of Your Heart؛‏ کره‌ای: 마음의 소리) مجموعه تلویزیونی محصول کره جنوبی سال ۲۰۱۶ با بازی لی کوانگ سو و جونگ سو مین است. این سیت‌کام مبتنی بر وبتونی با همین نام است. ده قسمت اول به عنوان یک مجموعهٔ اینترنتی در ۷ نوامبر ۲۰۱۶ از طریق ناور تی‌وی کست، دوشنبه‌ها ساعت ۶:۰۰ (کی‌اس‌تی) و ده قسمت باقیمانده از دسامبر ۲۰۱۶ پخش شد. این مجموعهٔ اینترنتی ۱۰۰ میلیون بازدید در سوهو تی‌وی داشته و رتبهٔ ۱ را در بین درام‌های کره‌ای در این سایت کسب کرده‌است. این مجموعهٔ اینترنتی در ناور تی‌وی کست از فوریه ۲۰۱۷ بیش از ۴۰ میلیون بازدید در کره جنوبی دارد. همچنین اکنون از نتفلیکس قابل دسترسی است.

## خلاصه داستان
داستان‌هایی دربارهٔ ماجراهای چو سوک (لی کوانگ سو) با خانواده و همسرش ئه بونگ (جونگ سو مین).

## بازیگران

### بازیگران اصلی
- لی کوانگ سو در نقش جو سوک[۲]
- کیم ده میونگ در نقش جو جون، برادر بزرگتر جو سوک
- جونگ سو مین در نقش چوی ئه بونگ[۳]
- کیم بیونگ اوک در نقش جو چول وانگ، پدر جو سوک
- کیم می کیونگ در نقش کوان جونگ کوان، مادر جو سوک

### سایر بازیگران
- کیم کانگ هیون در نقش مدیر
- یو هیون جونگ در نقش دوست جو سوک
- یه‌این در نقش دانش‌آموز دختر
- لی جه اوک در نقش معلم / ساکن ۱
- مون جی یون در نقش همکار جو سوک
- چوی ده سونگ در نقش راننده تاکسی
- جونگ جی وون در نقش گوینده اخبار
- این سونگ هو در نقش کارکنان انجمن
- کوم کوان سان در نقش رقیب چول وانگ
- لی جین موک در نقش دوست چول وانگ ۱
- لی کوان یونگ در نقش دوست چول وانگ ۲
- لیم جه جون در نقش دوست‌پسر کیم سوک
- اوه مین سوک
- سو یی-هیون

### بازیگران مهمان
- جو سوک در نقش نویسنده جو
- سونگ جونگ کی در نقش دوست[۴][۵]
- یوم دونگ هون در نقش مدیر لی
- سو هیون چول در نقش معاون اوه
- چوی یانگ راک در نقش عکاس
- مون کیونگ جا در نقش زن آبمیوه سبز
- کیم سوک در نقش کیم سوک
- کانگ کیون سونگ در نقش کانگ کیون سونگ
- جونگ یی رانگ در نقش زن جوان
- پارک نا-ره در نقش پارک نا ره
- یون جین یی در نقش ئه-بونگ دروغین
- کیم روی ها در نقش رئیس مک
- لی سو جی در نقش فیشینگ صوتی
- کیم مین کیونگ در نقش زن شکارکننده
- وو هیون در نقش پدر چوی ئه بونگ (قسمت ۱۳)
- کائو لو در نقش خانم در اتاق هتل
- ته وون سوک در نقش مرد برهنه در اتاق هتل چین
- جونگ جون یونگ در نقش همسایه در آپارتمان ۲۰۵
- کیم سه جونگ در نقش همسایه در آپارتمان ۲۰۵
- کیم ته وون در نقش خودش
- شین دونگ یوپ در نقش خودش
- جون هیون مو در نقش خودش
- لنا پارک در نقش خودش
- پارک سول کی در نقش خودشان
- آن سول بین در نقش خودش
- کیم جونگ کوک در نقش پسرعموهای دوقلوی جو سوک، جو جونگ کوک و جو جونگ ووک
- گونگ سونگ یون در نقش یه‌ریم

## تولید
اولین جلسهٔ فیلم‌نامه خوانی در ۲۴ مارس ۲۰۱۶ در ایستگاه پخش کی‌بی‌اس در یوئیدو، سئول، کره جنوبی انجام شد. فیلم‌برداری ۵۲ روز طول کشید و در ماه مارس آغاز شد و در ماه مه به پایان رسید.

## ریتینگ
- در جدول زیر،  اعداد آبی کمترین رتبه را دارند و  اعداد قرمز بالاترین رتبه را نشان می‌دهند.

| قسمت    | تاریخ پخش اصلی | میانگین سهم مخاطب | میانگین سهم مخاطب | میانگین سهم مخاطب   | میانگین سهم مخاطب   |
| قسمت    | تاریخ پخش اصلی | TNmS Ratings      | TNmS Ratings      | AGB Nielsen Ratings | AGB Nielsen Ratings |
| قسمت    | تاریخ پخش اصلی | سراسر کشور        | سئول              | سراسر کشور          | سئول                |
| ------- | -------------- | ----------------- | ----------------- | ------------------- | ------------------- |
| ۱       | ۹ دسامبر ۲۰۱۶  | ۴٫۹٪              | ۵٫۴٪              | ۵٫۷٪                | ۶٫۲٪                |
| ۲       | ۱۶ دسامبر ۲۰۱۶ | ۳٫۹٪              | ۴٫۷٪              | ۳٫۴٪                | ۴٫۲٪                |
| ۳       | ۲۳ دسامبر ۲۰۱۶ | ۳٫۹٪              | ۴٫۴٪              | ۴٫۲٪                | ۴٫۷٪                |
| ۴       | ۳۰ دسامبر ۲۰۱۶ | ۴٫۴٪              | ۵٫۰٪              | ۴٫۳٪                | ۴٫۹٪                |
| ۵       | ۱ ژانویه ۲۰۱۷  | ۴٫۲٪              | ۴٫۴٪              | ۴٫۷٪                | ۴٫۹٪                |
| میانگین | میانگین        | ۴٫۳٪              | ۴٫۸٪              | ۴٫۵٪                | ۵٫۰٪                |

## جوایز و نامزدی‌ها
| سال  | مراسم جوایز                   | عنوان جایزه         | گیرنده                    | نتیجه |
| ---- | ----------------------------- | ------------------- | ------------------------- | ----- |
| ۲۰۱۶ | پانزدهمین جوایز سرگرمی کی‌بی‌اس | Hot Issue Programme | صدای قلب تو               | برنده |
| ۲۰۱۶ | پانزدهمین جوایز سرگرمی کی‌بی‌اس | بهترین زوج          | لی کوانگ سو و جونگ سو مین | برنده |